# Liza (film)
Pour plus de détails, voir Fiche technique et Distribution.
Liza (La cagna) est un film franco-italien réalisé par Marco Ferreri, sorti en 1972.

## Synopsis
Giorgio (Marcello Mastroianni) a choisi de vivre avec son chien Melampo, sur un îlot rocheux au sud de la Corse. Il habite une sorte de bunker et, toujours accompagné de son fidèle compagnon, il passe ses journées à pêcher, cueillir des olives, peindre, se promener ou réaliser des bandes dessinées. Un jour, une superbe jeune femme blonde, Liza (Catherine Deneuve), désagréable et snob, après s’être disputée avec son amant, abandonne ses compagnons de croisière et se rend sur l’île. Giorgio la recueille pour la nuit et la ramène le lendemain à bord de son canot automobile auprès de ses amis. Mais, quelque chose force Liza, fascinée par cet homme taciturne et distant, à revenir sur l’île où elle s’attache à lui de plus en plus étroitement.
Ne supportant plus l’indifférence de Giorgio, en un étrange jeu cruel (elle nage dans l’eau avec le chien, jusqu’à ce que ce dernier meure d’épuisement), Liza assassine Melampo, en qui elle voyait un rival. Maintenant, seule en face de Giorgio, elle prend la place du chien et, sur cet îlot rocailleux, dénudé, Liza, peu à peu, soumise comme l’animal, renonce à tout ce qui faisait d’elle une femme. Giorgio de son côté a perdu son indifférence. Il est devenu jaloux et violent, sans même savoir si la jeune femme est sincère ou si au contraire elle joue.
Giorgio doit revenir à Paris : sa femme qu’il a abandonnée a tenté de se suicider. Il ordonne à Liza qui veut le suivre, de rester sur l’île. À Paris, Giorgio retrouve la tristesse familiale, la foule, le snobisme, les compromissions, l’amitié vide…Et Liza lui a désobéi et est venue chercher son maître au sein même de sa famille. Il repart avec elle pour son île, loin de la civilisation qui ne comprend rien au bonheur. Le bonheur est sur l’île, dans l’amour rageur et soumis. Mais des légionnaires, un ancien officier allemand, les contingences matérielles, puis la famine viennent troubler cet amour qui est leur seule préoccupation. Ils décident de quitter l’île, mais leur canot est parti à la dérive. Ils n’ont plus aucun moyen de s’évader. Cet amour exigeant, absolu, ne les conduit qu’à la mort.

## Fiche technique
- Titre : Liza
- Titre italien: La cagna
- Réalisation : Marco Ferreri
- Assistant réalisateur : Philippe Lefebvre et de Fabio Garriba
- Scénario : Marco Ferreri, Jean-Claude Carrière, d'après le roman Melampus (1970) de Ennio Flaiano
- Photographie : Mario Vulpiani
- Montage : Giuliana Trippa
- Musique : Philippe Sarde
- Scénographie : Luciana Vedovelli et Théobald Meurisse
- Décors : Luciana Vedovelli
- Costumes : Gitt Magrini
- Département costume et garde-robe : Yves Saint Laurent (costumier pour Catherine Deneuve)
- Production : Raymond Danon, Alfred Levy
- Société de production : Lira Films (Paris) et Pegaso Films (Rome)
- Pays d'origine :  Italie |  France
- Langue : Italien
- Lieux de tournage : Paris, Îles Lavezzi (Corse)
- Format : couleur (Eastmancolor) — 35 mm — Son : Mono
- Genre : drame romantique
- Durée : 100 minutes
- Date de sortie : 
  - France : 3 mai 1972
  - Italie : 11 aout 1972
- Affiche : René Ferracci (France)

## Distribution
- Catherine Deneuve : Liza
- Marcello Mastroianni : Giorgio
- Corinne Marchand : la femme de Giorgio
- Michel Piccoli : l'ami de Giorgio
- Claudine Berg : l'amie de Liza
- Pascal Laperrousaz : le fils de Giorgio
- Valérie Stroh : la fille de Giorgio
- Melampo : le chien

## Production
Ennio Flaiano avait initialement tiré un scénario de son court roman Melampus avec l'intention de faire ses débuts de réalisateur, mais le projet n'a pas été réalisé. Bien qu'il ait été crédité du scénario du film réalisé par Marco Ferreri, avec le réalisateur lui-même et Jean-Claude Carrière, il n'a participé d'aucune manière à la production et n'a guère pu apprécier les changements radicaux apportés à son propre travail.
Le film a été tourné presque entièrement en Corse sur les îles Lavezzi et l'île de Cavallo, à l'exception de quelques séquences situées à Paris.

### Style
Bien que le sujet soit apparemment très intense et provocant, une relation sadomasochiste, Ferreri choisit de le traiter avec un détachement extrême, comme s'il ne voulait pas partager le désespoir de ses personnages sans avenir, le racontant « sans sadisme ni complaisance morbide ».
Le récit est décousu, fragmenté en de nombreuses et courtes séquences, comme s'il s'agissait de notes, de traces d'écriture.

## Accueil critique
Pour Jacques Morice dans Télérama, « Non loin de Buñuel, Ferreri signe là une fable aberrante sur un amour fou, sans issue, à la fois amoral et plein d’innocence ». Selon Virgile Dumez du site cinedweller, « Si les spectateurs sont d’abord interpellés par la provocation apparemment machiste qui consiste à rabaisser la femme à un statut de « chienne », cela n’est qu’une analyse superficielle d’un script plus complexe et plus malin que cela. Ainsi, le personnage de Mastroianni perd lui aussi peu à peu ses attributs qui le rattachent à l’espèce humaine. [...] Il devient ainsi lui aussi un homme-chien ». Toutefois, Dumez estime que le film est plus faible dans sa troisième partie : « Œuvre dérangeante, inégale dans sa construction, mais qui a le grand mérite de bousculer le spectateur, Liza (1972) n’est pas dépourvu d’humour, mais correspondant à une vision très sombre de l’humanité ».
Le Dizionario Morandini le définit comme un « apologue amer sur la solitude dans un monde dégradé, mené dans un espace clos, avec des accents ironiques et misogynes » d'un « haut niveau stylistique ». Pour le Dizionario Mereghetti, il s'agit d'une « œuvre de transition dans la filmographie de Ferreri, bien que réussie à sa manière ».
« Seuls les acteurs principaux renommés compensent quelque peu le vide du contenu et la négligence de la forme », estime le Lexikon des internationalen Films. Clarke Fountain sur AllMovie qualifie le film de « comédie sombre et non conventionnelle », pleine de symbolisme.